# Raúl Primatesta
Raúl Francisco Primatesta (Capilla del Señor, Buenos Aires, 14 de abril de 1919 - Córdoba, 1 de mayo de 2006) fue un sacerdote católico argentino. 
Fue nombrado cardenal por Pablo VI en 1973 y formó parte de la Conferencia Episcopal Argentina desde 1970 hasta el 2002.

## Vida
Primatesta fue ordenado sacerdote en 1942, y el 15 de agosto de 1957 recibió la consagración como obispo auxiliar de La Plata, donde permanecería cuatro años. En 1961 fue designado al frente de la diócesis de San Rafael, en la provincia de Mendoza, y cuatro años más tarde arzobispo de Córdoba. Gobernaría durante 33 años esa sede episcopal; en abril de 1994, habiendo cumplido 75 años, presentó su renuncia al papa Juan Pablo II, pero no le fue aceptada, y siguió al frente de la misma cuatro años más.

### Cardenal
Desde 1970 había formado parte de la Conferencia Episcopal Argentina, que presidiría cuatro veces. En 1973 fue elegido cardenal por el papa Pablo VI. Participó de los cónclaves que eligieron a Juan Pablo I y Juan Pablo II.

## Complicidad durante la última dictadura cívico-militar argentina
Varios testigos en el juicio por crímenes de lesa humanidad cometidos en La Perla, La Ribera y que funcionaron en Córdoba durante la última dictadura, declararon que la Casa Cuna de Córdoba recibía bebés hijos de desaparecidos que eran apropiados por represores con la anuencia del cardenal Raúl Primatesta. A su vez, el cardenal fue un crítico mordaz de la Teología de la Liberación -que propugnaba la opción preferencial por los pobres- y su apego a la ortodoxia le mereció el reconocimiento del pontífice Juan Pablo II, quien le reconfirmó en su cargo tras cumplir los 75 años, edad en la cual los sacerdotes primados deben dejar sus funciones.
Un testigo en particular, un ex enfermero llamado Julio Fonseca, que trabajó en la Unidad Penitenciaria (UP-1) durante la dictadura, aseguró ver al cardenal Primatesta en el establecimiento en aquella época, junto con el represor y genocida Luciano Benjamín Menéndez. El testigo declaró "Menéndez sí estuvo; no lo vi de frente, pero sí de espalda, junto al cardenal Primatesta". Las declaraciones fueron hechas en marco de un juicio contra Jorge Rafael Videla, Luciano Benjamín Menéndez y 30 imputados más. A raíz de este juicio, tanto Videla como Menéndez fueron sentenciados a prisión perpetua y cárcel común.
Primatesta mantuvo una relación muy estrecha con los militares que condujeron el terrorismo de Estado, defendió la actitud de la jerarquía católica durante esa época y, ante sus pares, se opuso una y otra vez a cualquier autocrítica institucional de la Iglesia respecto de lo actuado entre 1976 y 1983. El ex sacerdote Delfor Brizuela afirmó que los ex cardenales Juan Carlos Aramburu y Raúl Primatesta fueron cómplices de la dictadura militar y del terrorismo de Estado.

## Fallecimiento
Gravemente enfermo del sistema circulatorio, Primatesta se retiró en 2002 de sus funciones como presidente de la Comisión de Pastoral Social de la CEA. Murió en su hogar, en Córdoba, a los 87 años, de un fallo cardíaco. Esta enterrado en la Catedral de Nuestra Señora de la Asunción de Córdoba.